# My Life in Film
My Life in Film  è una serie televisiva britannica in 6 episodi trasmessi per la prima volta nel corso di una sola stagione nel 2004.

## Personaggi e interpreti
- Art (6 episodi, 2004), interpretato da Kris Marshall.
- Jones (6 episodi, 2004), interpretato da Andrew Scott.
- Beth (6 episodi, 2004), interpretata da Alice Lowe.
- Mary (3 episodi, 2004), interpretata da Rita Davies.
- Old Timer (3 episodi, 2004), interpretato da Tim Barlow.

## Produzione
La serie, ideata da Emile Levisetti e Steven C. Lawrence, fu prodotta da British Broadcasting Corporation. Le musiche furono composte da Andrew Blaney. Il regista è Toby MacDonald.

## Distribuzione
La serie fu trasmessa nel Regno Unito dal 19 ottobre 2004 al 23 novembre 2004 sulla rete televisiva BBC Three. In Italia è stata trasmessa dal 25 giugno 2006 su Jimmy con il titolo My Life in Film.
Alcune delle uscite internazionali sono state:
- nel Regno Unito il 19 ottobre 2004 (My Life in Film)
- in Svezia il 28 aprile 2005
- in Finlandia (Filmi pyörii päässä)
- in Italia (My Life in Film)

## Episodi
| Stagione       | Episodi | Prima TV Regno Unito |
| -------------- | ------- | -------------------- |
| Prima stagione | 6       | 2004                 |